# Cirque Mountain
Cirque Mountain est une montagne de 1 568 mètres d'altitude située à l'extrémité nord-est de la péninsule du Québec-Labrador au Labrador dans la province de Terre-Neuve-et-Labrador. La montagne est située dans les monts Torngat, dans le territoire autonome du Nunatsiavut.

## Toponymie
Cirque Mountain tire son nom du cirque glaciaire se trouvant au pied de sa face nord.

## Géographie

### Situation
Cirque Mountain constitue le troisième sommet des monts Torngat après le mont D'Iberville (nommé Mount Caubvick à Terre-Neuve-et-Labrador) qui est le point culminant du massif avec 1 652 mètres d'altitude (environ 9,3 km à l'ouest-sud-ouest) et Torngarsoak Mountain avec 1 595 mètres d'altitude (environ 13,1 km à l'ouest-nord-ouest).
Cirque Mountain se trouve entièrement au Labrador, alors que le mont D'Iberville se situe sur la frontière entre le Québec et Terre-Neuve-et-Labrador.
Cirque Mountain se situe au sud du fjord Nachvak, l'un des plus longs de la côte très découpée du Labrador. Le fjord et les vallées glaciaires en auge sont très encaissés, bordés par d'abruptes parois rocheuses avec un important dénivelé.

### Topographie
Les sommets des monts Torngat sont stériles, étant loin au nord de la forêt boréale de l'est, mais ont un paysage austère et désolé qui est accentué par le temps instable. 
Le versant sud de Cirque Mountain est un demi-dôme doux incurvé vers le sud d'environ 1,5 km de long. La face nord est une falaise impressionnante entourant un cirque glaciaire dont le fond abrite un glacier. Le cirque glaciaire adjacent situé au nord-est abrite également un vaste glacier sous la face nord de la crête orientale de la montagne. Les autres cirques glaciaires environnants abritent des glaciers et/ou des névés. 

## Histoire
La première ascension a été réalisée en 1916 par le géologue canadien Arthur Philemon Coleman accompagné par un pêcheur Inuit nommé Alf.
Avant 1971, Cirque Mountain était considérée comme la plus élevée du Labrador. Cela était basé sur une mesure faite par Arthur Philemon Coleman, qui a réalisé la première ascension en 1916. Cependant, en 1971, des photographies aériennes ont montré que la montagne ne faisait que 1 568 mètres d'altitude et montraient deux pics plus élevés, tous deux à 1 585 mètres d'altitude.

## Activités

### Ascension
L'accès aux sommets des monts Torngat est difficile en raison de leur isolement et de la courte saison d'escalade. La plupart des ascensions se concentrant sur le mont D'Iberville étant le point culminant régional, les ascensions des autres sommets des monts Torngat sont très rares.
L'accès à Cirque Mountain se fait par bateau à Ivitak Cove, à l'embouchure de la rivière Ivitab Konga (anciennement rivière McCornick). L'itinéraire remonte la rivière en amont jusqu'à un col doux à sa tête (58° 53′ 38″ N, 63° 37′ 00″ O), puis s'oriente vers l'est pour atteindre la base sud-ouest de Cirque Mountain. De là, plusieurs routes de crête et/ou de face non techniques mènent au dôme sommital.

### Protection environnementale
Les monts Torngat au Labrador sont inclus dans le parc national des Monts-Torngat d'une superficie de 9 700 km2. Créé le 14 février 2008, il s'agit du plus récent parc national au Canada. Ce parc a pour but de protéger un élément représentatif de la région naturelle des montagnes du Labrador du Nord.
En raison de la latitude, les reliefs sont couverts de neige la majeure partie de l'année, avec présence de névés et de glaciers sur les sommets.